# Покрштавање Словена
Христијанизација Словена је био вишевековни процес преласка Словена у хришћанство и напуштања старе словенске вере, што је трајало од 1. века до краја средњег века. Прихватање хришћанства је у почетку углавном текло добровољно али је касније спровођено законском присилом, па и насиљем.
Различити словенски народи примили су хришћанство у различито време: Словенци у 7. веку, Чеси, Хрвати, Бугари, и Срби у 9. веку, Пољаци и Источни Словени у 10. веку, а Поморани тек око 1168. године. Масовно прихватање хришћанства међу Јужним Словенима је започело досељавањем на Балканско полуострво, да би се касније наставило организованом мисионарском делатношћу Византије.

## Стара словенска вера
Стара словенска вера је била заједничка вера свих Словена у њиховој прапостојбини, а поседује велики број заједничких елемената и са другим индоевропским религијама. Стари Словени су поштовали божанства природе и свуда око себе су видели деловање богова и других натприродних бића. Након Велике сеобе народа у 5. и 6. веку, започео је процес раздвајања словенске вере на обласне огранке, а паралелно с тим и прихватање нових вера у новим срединама у којима су се нашли. Пошто су углавном били изложени утицају Светог римског и Византијског царства, Словени су започели примати хришћанство у његовом западном или источном облику, што је временом довело до њихове поделе на следбенике католицизма и православља.
Већ Несторова хроника, писана средином 11. века, говори о тзв. словенском двојеверју, односно равноправном постојању пагана и хришћана међу Словенима. Они Словени који нису прихватили покрштавање већ су остали привржени родној вери, касније су и силом превођени у хришћанство. Словенска светилишта су негде разарана, а негде су од њих подизане хришћанске цркве. Кипови старих богова су без изузетка уништавани као „демонски“ идоли.

## Христијанизација Западних Словена
Када је Свети Бернар кренуо у мисију покрштавања балтичких Словена, дошао је у град Јулин босоног, у бедном оделу. Када га становници упиташе шта хоће, он рече да је од Бога послат да их спасе идолопоклоничких грехова. Словени му на то одговорише: „Шта, зар ми можемо веровати да си ти весник правога, врховнога Бога, који је тако славан и пун свакојаких богатстава, кад си ти тако јадан и жалостан, да ни обуће на ногама немаш? ... Ти вређаш правог Бога!"
Једно од последњих великих словенских паганских светилишта, посвећено богу Световиду на острву Рујан (Риген), су уништили и опљачкали Данци 1168. године, пошто су заузели и запалили град Аркону у којој се светилиште налазило. Аркона је била верски и политички центар словенске кнежевине на Ригену, у раном средњем веку. Острво је тада било познато као острво Рујан, по словенском племену Рујани. Храм је био посвећен богу Световиду, који је представљан са четири главе. Ту се налазило важно пророчиште у коме се одлучивало о миру и рату. Аркону је уништила данска војска (краљ Валдемар I и бискуп Абсалон од Роскилдеа). После тога, становништву је наметнуто хришћанство. Тиме је процес покрштавања Западних Словена, и Словена уопште, углавном био завршен.

## Мисија Ћирила и Методија
Фотије I је био први цариградски патријарх који је међу Словенима покренуо мисионарски рад широких размера. У том циљу изабрао је два брата, Грке из Солуна, Константина (826-869) и Методија (815-885). У Православној цркви, Константин се обично назива именом Кирило (Ћирило), које је добио на монашењу. Познат у ранијем животу као “Константин Философ”, био је најспособнији од Фотијевих ученика, и познавао је велики број језика, укључујући јеврејски, арапски, па чак и самарјански дијалекат. Али, посебна предност њега и његовог брата било је знање словенског: као деца научили су словенски дијалекат из околине Солуна и могли су течно да га говоре.

### Мисија у Моравској
Првa мисија Ћирила и Методија почела је 863. године када су отишли у Великоморавску (углавном данашња Чешка и Словачка). Позвао их је кнез земље, Растислав, тражећи да се пошаљу хришћански мисионари који народу могу да проповедају на њиховом сопственом језику, и да богослужење врше на словенском. Словенска служба изискивала је превод Светог писма на словенски језик и словенске богослужбене књиге, зашта је било потребно створити погодну словенску азбуку. Браћа су у својим преводима користила варијанту словенског која им је била позната из детињства, македонски дијалекат којим су говорили Словени око Солуна. Тако је дијалекат македонских Словена постао црквенословенски језик, што је и до данас остао језик Руске и још неких словенских православних Цркава. Није могућно довољно проценити значај, за будућност православља, словенских превода, које су Кирило и Методије понели са собом када су напустили Византију и отишли на непознати Север.
Неколико догађаја имало је велику важност у историји црквеног мисионарства:
- Од самог почетка, словенски хришћани уживали су посебне предности, какве ниједан народ у Западној Европи тога времена није имао: слушали су Јеванђеље и црквено богослужење на језику који су разумели.

- За разлику од Римске цркве на Западу, која је инсистирала на употреби латинског, Православна црква никада није била крута у питањима језика; њена уобичајена политика је да службе врши на језику дотичног народа.

У Моравској (као и у Бугарској) грчка мисија ускоро се укрстила са Немачком, која је деловала у истој области. Две мисије не само да су зависиле од различитих патријаршија, него су спроводиле и различита начела. Кирило и Методије су у богослужењима користили словенски, а Немци латински; Кирило и Методије изговарали су Симбол вере у изворном облику, Немци су унели filioque. Да би мисију заштитили од немачког уплитања, Кирило је одлучио да своју мисију стави под непосредну заштиту Папе. Кирилово тражење помоћи од Рима показује да сукоб Фотија и Николаја није схватио сувише озбиљно; за њега су Исток и Запад чинили једну и исту Цркву, и није му било најважније да ли ће зависити од Цариграда или од Рима – све дотле док сме да користи словенски језик на богослужењима. Браћа су 868. године отпутовала у Рим и њихова молба је успешно решена. Адријан II, Николајев наследник у Риму, примио их је благонаклоно и дао пуну подршку грчкој мисији, потврђујући употребу словенског као литургијског језика Моравске. Одобрио је њихове преводе и ставио је копије словенских богослужбених књига на олтаре најважнијих храмова у Риму.
Ћирило је у Риму и умро 869. године, али се Методије вратио у Моравску. Немци су игнорисали Папину одлуку и настојали да онемогуће Методија у вршењу његове мисије, чак га ставивши у затвор, где је провео више од годину дана. Када је 885. године Методије умро, Немци су његове следбенике протерали из земље, продавши неколицину као робље. Трагови словенске мисије у Моравској истрајавали су још два столећа, али су потом искорењени, а хришћанство у свом западном облику, са латинском културом и латинским језиком, постало је обавезно. Покушај оснивања словенске националне цркве у Моравској доживео је неуспех. Међутим, остале земље у којима Ћирило и Методије нису лично проповедали, имале су користи од њих, а посебно Бугарска, Србија и Русија.

## Христијанизација Јужних Словена
Досељавањем Словена на Балканско полуострво, од 5. века је започео је процес појединачног, а затим масовног преласка у хришћанство међу Јужним Словенима. У почетку је прихватање хришћанства текло спонтано, и Словени прихватају хришћанство на местима старих црквених заједница у Македонији, Далмацији и Босни. Током неколико векова, међу Словенима развио се посебан облик хришћанства, које карактерише противљење византијској превласти, одбацивање иконопоштовања, као и употреба Црквенословенског језика у богослужењу и словенских назива за свештеничка звања. Овај облик хришћанства, посебно раширен међу Милингима, Драговићима и другим словенским племенима на Балкану, је доласком у додир са веровањима павлићана, еволуирао у оно што се данас назива богумилством. Веома је могуће да су словенски сељаци прво долазили у додир са богумилским веровањима него са правоверјем, римске и цариградске цркве, које су прво прихватали виши слојеви.
Рим је редовно слао мисионаре на просторе Балканског полуострва. Срби су једним делом прихватили латинско хришћанство у 8. веку. Српске цркве је била под јурисдикцијом латинског надбискупа Сплита, и касније барска надбискупија, све до прихватања надлежности Цариградске патријаршије.
Средином 9. века уследио период снажне мисионарске делатности Цариграда. Византијска црква, ослобођена дуге борбе против иконобораца, усмерила је своје снаге крштавању Словена. Властимир (око 805—851) је био племенски кнез Срба у областима око Таре, Пиве, Лима и Дрине, у време када је још увек била жива стара словенска вера. Он је искористио ратовање Византије са Бугарима и Сараценима, окупио народ, дигао устанак (око 840) и протерао Византинце и проповеднике хришћанства из тих области. неретљанска кнежевина Паганија се такође жестоко опирала хришћанству, видећи га као средство притиска. Византијски цар Василије I Македонац (867—886) успео је да освоји неретљанске области, а свој поход је користи да би покрстио тамошње Словене пагане. Том приликом су уништени многобожачка светилишта и кумири, осим највећег светилишта посвећеног Световиду. Тај храм је „прочишћен“ односно на његовом месту је подигнута црква посвећена Светом Виду
Многи средњовековни српски владари су били у вазалском односу према Византији, што је подразумевало и прихватање хришћанства као службене вере. Крајем 12. века, под Стефаном Немањом, долази до прогона старовераца, богумила и свих других облика хришћанства осим службеног византијског, које је касније међу покрштеним Словенима одомаћено као православље.

### Мисија у Бугарској
Борис I, бугарски кан, се колебао извесно време између Истока и Запада, али је коначно прихватио цариградску јурисдикцију. Међутим, византијски мисионари, немајући Кирилову и Методијеву визију, у почетку су у Бугарској држави користили у црквеним богослужењима грчки језик, исто тако неразумљив обичним Бугарима као и латински. Али, пошто су избачени из Моравске, Методијеви ученици су се, природно, окренули Бугарској и овде увели начело примењивано у мисији у Моравској. Грчки језик је замењен словенским, а византијска хришћанска култура представљена је Бугарима у словенском облику, који су они могли да усвоје. Бугарска црква убрзано је расла. Око 926. године, за време владавине цара Симеона Великог (владао 893—927), створена је самостална Бугарска патријаршија, а Цариградска патријаршија признала ју је 927. године. Борисов сан – аутокефална црква – остварио се пола века после његове смрти. Бугарска црква је била прва самостална национална црква у Словена.

### Мисија у Србији
Долазак мисионари са југа из Византије, али и са севера из Паноније, где су деловали Методије и Ћирило Солунски и њихови ученици, уз захтев цара Василија I убедили су владара Србије кнеза Мутимира да са својим народом прихвати хришћанство у другој половини IX века, између 867-873. године. Србија је такође лежала на граници између Источног и Западног хришћанства, али је у њој као и у Бугарској јачи био утицај Цариграда. И овде су уведене словенске богослужбене књиге, а развила се и словенско–византијска култура. Српска црква добила је делимичну самосталност под Светим Савом (1176—1235), највећим српским националним светитељем, који је 1219. године у Никеји посвећен за архиепископа Српске цркве. Године 1346. проглашена је Српска патријаршија. После привременог противљења, Цариградска патријаршија признала је 1375. године право Србима да имају самосталну православну цркву највишег нивоа. Данас постоји мишљење међу староверцима, родноверцима и неопаганима да је хришћанство Србима насилно наметнуто у периоду владавине светородне династије Немањића.

## Христијанизација Источних Словена
Масовно покрштавање Руса почело је за време владавине кнезова Асколда и Дира (866. године), када им васељенски патријарх, Фотије, шаље епископа. Кнезове су на Кијевском престолу наследили Олег (882—912) и Игор Рјурикович (912—945) који су били пагани, али за њихове владе хришћанство није искорењено, понајвише захваљујући трговачким, поморским и другим везама са Грчком. Велика књегиња Олга (945—955) прима крштење у Константинопољу 957. године, да би по повратку у домовину, проживевши још око 12 година, мисионарила, уклањала паганске кумире, постављала крстове и градила цркве (дрвени храм Св. Софије у Кијеву, храм Св. Живоначалне Тројице у завичајном Пскову). Олга ипак не успева да обрати сина јединца Свјатослава (955—972); напротив, после пораза у сукобу са Бугарима и Грцима он предузима прогон хришћана и рушење храмова. У Јарополково доба (972—980) положај хришћана се побољшава. Кнез Владимир I Велики (980—1015) на почетку владавине обнавља и подиже нове идоле и присиљава хришћане да им се клањају; прекретница наступа од 968., када му долазе проповедници ислама, јудаизма, западног (Немци) и источног хришћанства (Грци), што подстиче слање руских изасланика у њихове земље, који Владимира извештавају да су највеличанственије богослужење доживели у Константинопољу. Владимир 988. године, после успешног похода на Херсон, прима крштење, одводи са собом мисионаре који ће просвећивати његове поданике и односи мноштво икона и богослужбених сасуда. Хришћанство постаје државна религија; масовна крштења обављају се у Кијеву, Новгороду, Ростову, Суздаљу, Полоцку, Турову, Смољенску, Пскову и другде.
Летописи наводе да је Владимир издао наредбу да се крштењу приводе људи по свим градовима и селима, те да је митрополит Михаило (988—992) обишао сву земљу руску проповедајући хришћанство. Владимировом сину и наследнику, Јарославу (1019—1054), пало је у део само да учврсти већ накалемљену веру и доврши очево дело. Хришћанство је најбоље прихваћено на југу (везе са Грчком, са хришћанским насеобинама на Црном мору, традиција из времена Асколда и Дира), а мање на североистоку. После Михаилове смрти на архијерејску катедру постављен је Леонтије (992—1008), следе Јован I (1008—1035) и Теопемт (1035—1049). Руска црква обухвата у то доба најмање 6 митрополија (Новгородска, Черниховска, Ростовска, Владимиро-Волинска, Белгородска и Кијевска), налазећи се под јурисдикцијом Константинопољске патријаршије; епископи и највећи део свештенства првобитно су били Грци и Бугари, а први руски јереји спомињу се у доба кнеза Јарослава.
Руски владаоци су били ктитори већег броја храмова (Владимир - цркава Св. Василија и Пресвете Богородице у Кијеву, Преображења Господњег у Васиљеву, Св. Василија у Вишгороду и др., Јарослав - кијевских храмова Св. Софије Премудрости Божије, Благовештења, Св. Георгија и Св. Ирене, Софијског сабора у Новгороду и др.), зиданих у византијском стилу, са олтарским зидовима у мозаику, а осталим у фрескопису, са 13 или 5 купола. Ово је и доба првих канонизација на руском тлу (Св. „страстотерпци“ Борис и Глеб, канонизовани од митрополита Јована, који им саставља службу 1020. и 1039). Отпочиње развој просвете (још кнез Владимир настојао је да у свакој парохији при цркви делује и школа) и писмености, особито заслугом кнеза Јарослава, који предузима превођење и преписивање књига, као и оснивање књижница. Оснивају се први манастири: у Кијеву - манастир Св. архистратига Михаила, заслугом митрополита Михаила, као и манастир Пресвете Богородице, заслугом кнеза Владимира; у Вишгороду - манастир Св. Спаса, и др. Постављају се темељи развоју црквеног права: иако је у Русији прихваћен Схоластиков и Фотијев Номоканон, кнез Владимир на његовом основу доноси посебно законоправило, које је до нас дошло у преписима из 13. и 18. века, а њиме се прописују кнежевске имовинске обавезе према саборној цркви, делокруг црквеног суда и побрајају лица духовног сталежа и она која се издржавају од Цркве; реч је о првој модификацији византијског законодавства саобразно руским условима и документу који нуди нека оригинална решења (свештенство и духовни сталеж у целини добијају већа права него што је то случај у Византији). Најинтензивније везе у овом периоду негују се са Цариградском патријаршијом, која поставља руске митрополите, као и са Бугарском црквом, чија је мисија у Русији културно-просветитељског карактера (помоћ у богослужбеним књигама, пастирима, учитељима писмености, преписивачима).

## Извори и литература